# محمد صولاق زاده
محمد صولاق زاده (1592–1658) ويُعرف أيضا باسم محمد همدمي صولاق زاده، هو مؤرخ وملحن موسيقي عثماني. كتب التاريخ العثماني الشهير بعنوان تاريخ صولاق زاده (صولاق زاده تاريخي) ولد في القسطنطينية.

## الاسم
من المعروف أن أسرته كانت تنتمي إلى فرقة قاپي قولو الإنكشارية، وهي إحدى فرق الجيش النظامي في الدولة العثمانية، وكان والده برتبة صولاق باشي، أي: قائد الميسرة.
عُرف باسم صولاق زاده لأن والده كان يحمل رتبة "صولاق باشي"، وهو منصب مهم في هذا الفيلق العسكري، أما "زاده" فمعناها: "ابن"، ولذلك عُرف باسم "صولاق زاده".
فيكون معنى صولاق زاده أي: ابن قائد الميسرة.

## حياته
تلقى تعليمه في خدمة القصر ضمن نظام "مكتب إندورون" (بالتركية: Enderûn)‏ وقد كان من المقرّبين إلى السلطان مراد الرابع، في فترة تُقارب زمن حياة أوليا جلبي. بل إن أوليا جلبي أشار في كتبه إلى أنه استفاد من مؤلفات صولاق زاده.
ومن المعروف أيضًا أنه حافظ على علاقته الوثيقة بالقصر في عهدي السلطان إبراهيم الأول والسلطان محمد الرابع.

## الموسيقى
اشتغل بالشعر والموسيقى. ومن المعروف أن لقبه الشِّعري كان همدمي، إلا أن ديوانه الذي يُقال إنه ألّفه قد فُقد ولم يصلنا.
وفي مؤلفاته الموسيقية، استخدم اسم ميسقالي (Miskalî) كاسم فني له، ويُعدّ هو مُبتكر مقام موسيقي يُعرف باسم المقام المركّب (bileşik makamı).

## تأريخ عثماني
أعد كتاباً في التاريخ العثماني بتشجيع من حسن آغا رئيس أودا (Has Odabaşı Hasan)، وقد نال شهرة واسعة بهذا العمل. يُعرف هذا الكتاب التاريخي باسم صولاق زاده تاريخي (بالتركية: Solak-Zade Tarihi)‏ أو تاريخي صولاق زاده (بالتركية: Tarih-i Solakzade)‏ أو فهرست الشاهان (بالتركية: Fihrist-i Şahan)‏، ويُغطي تاريخ الدولة العثمانية تقريبًا منذ تأسيسها وحتى الحقبة التي عاش فيها المؤلف، أي حوالي ستينيات القرن السابع عشر (1660م).
تعتمد الأجزاء الأولى من هذا العمل حتى نهاية عهد السلطان سليم الأول، على كتاب تاج التواريخ (بالتركية: Tâcü't-Tevârîh)‏ للمؤرخ خوجه سعد الدين أفندي ، كما يستند جزء منه إلى تاريخ حسن بك زاده (بالتركية: Hasan Beyzade tarihi)‏.
غير أن صولاق زاده، بفضل قربه من القصر، اعتمد على مصادر أولية وشخصية في تأريخه للوقائع التي عاصرها بنفسه.
وتكمن ميزة هذا العمل التاريخي في أسلوبه الواضح ولغته البسيطة.